# Leongatha North
Leongatha North ist ein Ort im australischen Bundesstaat Victoria in der Region Gippsland. Der zum South Gippsland Shire gehörende Ort hatte bei der Volkszählung 2016 etwa 140 Einwohner.

## Geografie
Leongatha North schließt sich nördlich an das lokale Zentrum Leongatha an, von dem es rund sechs Kilometer entfernt liegt. Melbourne ist rund 140 Kilometer weit entfernt.
Der Ort grenzt im Westen an Ruby, im Norden an Mount Eccles und im Osten an Wooreen.

## Bevölkerung
Von den 138 Einwohnern des Ortes waren im Jahr 2016 48,9 % männlich und 51,1 % weiblich. Das durchschnittliche Alter lag bei 47, neun Jahre höher als der australische Durchschnitt.